# پارگی کلاهک گرداننده
پارگی کلاهک گرداننده (به انگلیسی: rotator cuff tear) آسیب یک یا چند زردپی یا ماهیچه از مجموعه کلاهک گرداننده (روتاتور کاف) شانه است. علائم ممکن است شامل درد شانه (که اغلب با حرکت بدتر می‌شود) و ضعف باشد. همچنین ممکن است توانایی افراد را برای مسواک زدن یا پوشیدن لباس محدود شود. شاید صدای کلیک نیز حین حرکت بازو شنیده شود.
پارگی‌ها ممکن است به دلیل یک فشار ناگهانی، یا به تدریج و در طول زمان رخ دهد. عوامل خطر شامل فعالیت‌های تکراری خاص، سیگار کشیدن و سابقه خانوادگی این بیماری است. تشخیص بر اساس علائم، معاینه و تصویربرداری پزشکی است.
کلاهک گرداننده تشکیل شده‌است از:
- ماهیچه بالاخاری (سوپرااسپیناتوس)
- ماهیچه زیرخاری (اینفرااسپیناتوس)
- ماهیچه گرد کوچک (ترس مینور)
- ماهیچه زیرکتفی (ساب‌اسکاپولاریس)

آسیب ماهیچه بالاخاری بیشترین شیوع را دارد.
درمان می‌تواند شامل داروهای ضد درد مانند NSAIDs و تمرینات خاص باشد. توصیه می‌شود افرادی که قادر نیستند پس از ۲ هفته بازوهایشان را بیش از ۹۰ درجه باز کنند، بیشتر مورد ارزیابی قرار گیرند. در موارد شدید جراحی ممکن است لازم باشد. پارگی‌های روتاتور کاف شایع هستند و کسانی که بیش از ۴۰ سال سن دارند بیشتر در خطر هستند.